# اليوم العالمي للرجل
اليوم العالمي للرجل هو يوم خاص بالرجل يتم الاحتفال به في (القانون الدولي الإنساني) في 19 نوفمبر. كانت البداية في عام 1999 في ترينيداد وتوباغو، ثم أصبح يحتفل به في أستراليا و‌الولايات المتحدة و‌كندا و‌روسيا و‌جامايكا و‌المجر و‌الهند و‌إيطاليا و‌نيوزيلندا و‌البرازيل و‌مولدوفا و‌هايتي و‌البرتغال و‌سنغافورة و‌مالطا و‌جنوب أفريقيا و‌غانا و‌تشيلي و‌كولومبيا و‌كوستاريكا و‌المجر و‌أيرلندا و‌بيرو و‌الصين و‌فيتنام و‌باكستان و‌غواتيمالا و‌الدانمارك و‌السويد و‌النرويج و‌غيانا و‌هولندا و‌جورجيا و‌الأرجنتين و‌المكسيك و‌ألمانيا و‌النمسا و‌إنجلترا و‌اسكتلندا ومصر و‌المملكة العربية السعودية و‌الإمارات العربية المتحدة و‌مملكة البحرين و‌دولة الكويت و‌دولة قطر و‌سلطنة عمان والعراق و تونس

## أهداف
أهداف اليوم هي على النحو الذي حددته اللجنة المنظمة لمعالجة قضايا الشباب والكبار، وتسليط الضوء على الدور الإيجابي ومساهمة الرجال في الحياة في الأرض وتعزيز المساواة بين الجنسين. حيث من المعروف، على الصعيد العالمي ولأسباب مختلفة، أن الرجل هو الأكثر إقداما على الانتحار، خصوصا لمن هم دون سن 45 عاما، وفقا لمنظمة «كالم» الخيرية، والاسم اختصار لـ«الحملة ضد الحياة البائسة» (كامبين أغينزت لايف ميزرابل). ففي بريطانيا، ينتحر 84 رجلا كل أسبوع، أي بمعدل 12 رجلا يومياً، وفقا لما جاء في صحيفة «ذي إندبندنت» البريطانية، وأشارت الصحيفة إلى أن متوسط انتحار الرجال في بريطانيا يزيد بنحو ثلاثة أضعاف على متوسط انتحار النساء.

## سبب اختيار هذا اليوم
لأنه يتصادف مع يوم ميلاد والد الدكتور جيروم تيلوكسينغ، الطبيب من ترينيداد وتوباغو، وهو الذي أعاد إطلاق هذا اليوم العالمي مجددا عام 1999.

## انظر ايضاً
- يوم الأب
- اليوم العالمي للمرأة الريفية